# إتلاف كتب المكتبات العامة

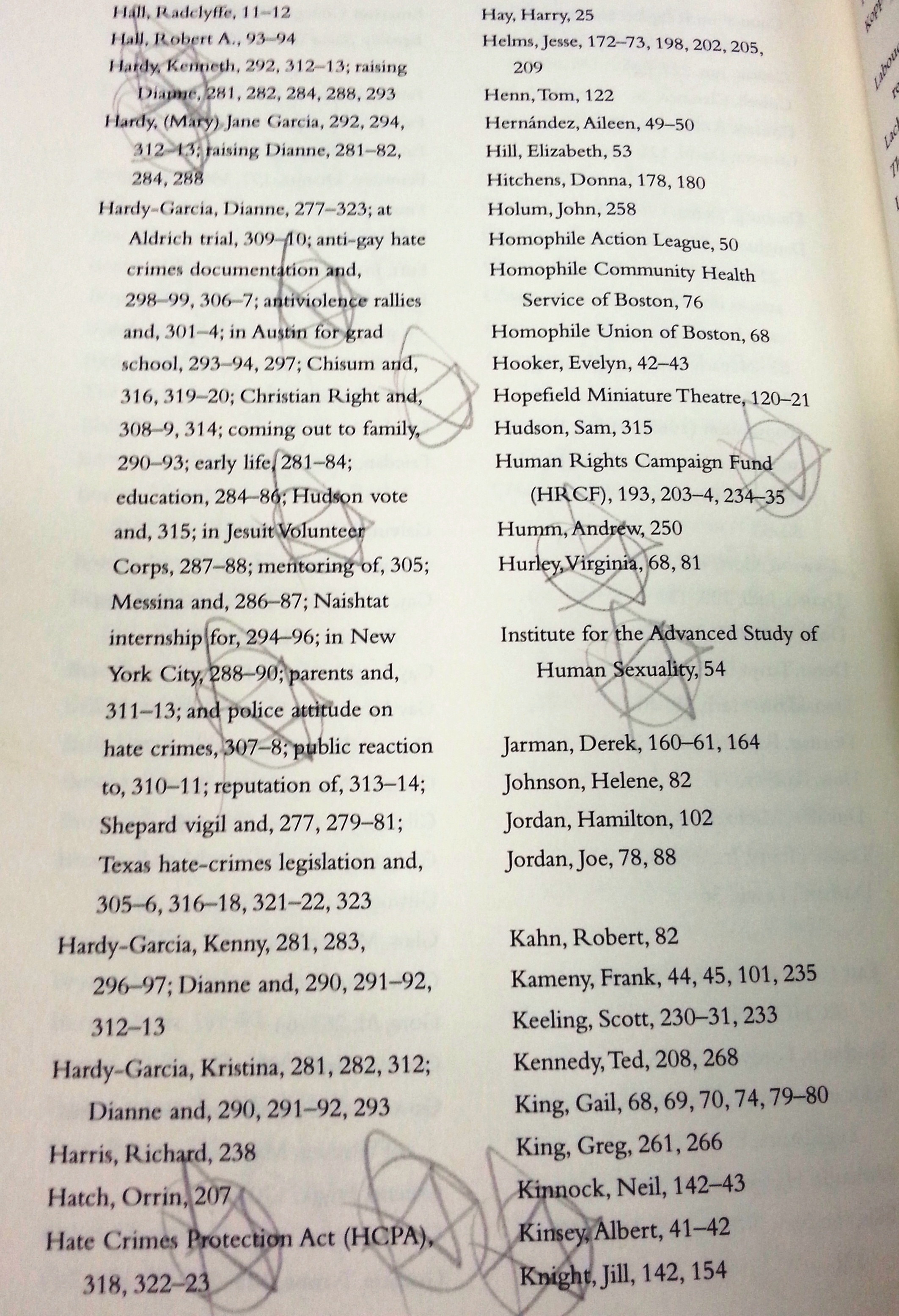
عُثر على تخريب مكتوب بخط اليد في فهرس كتاب مكتبة.

إتلاف كتب المكتبة أو إتلاف المواد والذي يُطلق عليه أحيانًا التدمير المتعمد للكتب أو المواد [بحاجة لمصدر] أو تشويه الكتب أو المواد وهو فعل إتلاف أو تشويه لكتب المكتبة أو غيرها من مقتنيات المكتبة وتعد خسارة كبيرة في الموارد للمكتبات التي لديها معدلات عالية من التخريب، كما هو الحال مع سرقة الكتب من المكتبات، وأجرى عدد من المتخصصين في المكتبات دراسة عن إتلاف الكتب
يعتبر أمناء المكتبات أن تخريب الكتب وتشويهها «تهديدًا للملكية الفكرية» كما أنهم يعتبرونه «تحديًا كبيرًا لمهنة أمناء المكتبات في جميع أنحاء العالم».
تعد الكتابة بخط اليد أو وضع العلامات في الصفحات وتمزيقها أو إزالتها من الكتب من أشكال التخريب أو التشويه ويعد الحرق المتعمد أيضًا شكلًأ آخر من أشكال إتلاف كتب المكتبة، كما يعد إخفاء الكتب داخل المكتبات أحيانًا شكلاً من أشكال إتلاف المواد.

## الحوادث
يحدث التخريب الكتابي أو المادي بمقاييس مختلفة ومع درجات مختلفة من الضرر، وأظهرت دراسة لمدة ثلاث سنوات والتي أجريت في الجزء الأول من الثمانينيات أن 64٪ من المكتبات العامة الأمريكية أفادت بوجود حادث واحد على الأقل من إتلاف الكتب كما وجدت دراسة لاحقة في بريطانيا العظمى أن المكتبات قد شهدت في المعدل المتوسط 9.8 من أحداث إتلاف الكتب سنويًا،
وفي بعض الأحيان تصل أحداث إتلاف الكتب هذه إلى مستويات وبائية، كما ذكرت مكتبة مترو تورونتو في عام 1975 أنه في غضون شهر واحد تمزق أكثر من 200 كتاب مرجعي لا يمكن إصلاحه.
في عام 1995، عانت عشرون مكتبة في كاليفورنيا من «ممزق الكتب» المتسلسل الذي أزال صفحات من مجموعات الشعر الحديث مما تسبب في خسارة أكثر من 10000 دولار وتلف أكثر من 200 كتاب.
في ديكاتور في ألاباما، تلف 500 كتاب للأطفال بسبب تمزيق الكتب وبتكلفة تقدر بـ 15000 دولار.
كما أُتلفت الكتب الأخرى والتي تضمنت كتبًا للبالغين حول تربية الأطفال بسبب قص الصفحات في ديكاتور.
في بعض الأحيان يُستهدف كتاب أو موضوع معين، كما هو الحال مع رجل من طوكيو الذي مزق صفحات فقط من كتب عن آن فرانك في عديد من مكتبات المنطقة.
القضية ليست بأي حال من الأحوال مجرد قضية معاصرة: أبلغت مكتبة مقاطعة غرين عن تشويه الكتب والذي يتكون من إزالة الخرائط والصفحات من الموسوعات في عام 1918.
حتى المكتبات الصغيرة المتطوعة، كما تعلقت منشورات ليتل فري لايبري بموضوع تشويه الكتب مع وجود مكتبة صغيرة في تكساس تحتوي على كتاب أُحرق جزئيًا وتمزق غلاف عن كتاب آخر.

## الجهود المبذولة للحد من تخريب كتب المكتبات

### الأنظمة الإلكترونية
مع توفر أنظمة الكشف عن الكتب الإلكترونية في بداية السبعينيات، بدأت المكتبات في دراسة إمكانية هذه الأنظمة لمنع إتلاف الكتب وسرقتها.  كما وجدت دراسة استقصائية أجريت في عام 1973 على 255 مكتبة عامة في الولايات المتحدة أن معظم المكتبات «ليس لديها حراس ولا أنظمة إنذار»،  وتنفق المكتبات العامة والأكاديمية بانتظام «عشرات الآلاف من الدولارات» على الأنظمة الإلكترونية المصممة لمنع التخريب والسرقة. 

### التعليم
بذلت كلية الدولة الجامعية في بوفالو جهدًا في محاولة القضاء على إتلاف الكتب في عام 1983. وسميت الحملة «الحرب الباردة على التخريب» واشتملت على عرض الكتب التالفة وتشجيع الإبلاغ المبكر عن جميع أنواع إتلاف الكتب كما دعا الطلاب وأعضاء هيئة التدريس في جامعة كيب كوست إلى شكل مماثل من أشكال التعليم حيث اقترحوا عرض الكتب المشوهة لكي تقوم المكتبة بتقديم «برامج تعليمية حول استخدام المكتبة». 

### المراقبة
أفادت جمعية المكتبات الأمريكية (ALA) أن أعمال التخريب الأخيرة يمكن أن تساعد المكتبات على تحديد أهداف التخريب المستقبلي   كما أوصت ALA بتدابير أمنية إضافية أو نقل مواد المكتبة المتعلقة بالتخريب السابق وواجهت مكتبة جامعة ممفيس مشاكل في الكتب المرجعية الشائعة التي تفتقد صفحات أو فهارس ولذلك اختارت نقل هذه العناصر خلف مكاتب المعلومات وتنفيذ نظام حارس البوابة للاستخدام  ومع ذلك، تعتبر مهنة أمناء المكتبة تقييد الوصول إلى الكتب بمثابة «تقييد الوصول إلى المعلومات مما يشكل تهديدًا للسعي وراء المعرفة وتبادلها». 
يمكن أن يساعد فحص الكتب فورًا بعد استخدامها داخل المكتبة في الحد من أعمال تخريب الكتب.

### توفير النسخ
قد اُقترحت فكرة إتاحة الوصول لنسخ رخيصة أو مجانية من المواد التي تتلف غالبًا من أجل الحد من تشويه الكتب،  ، كما خفضت بعض المكتبات المبلغ الذي يكلف لعمل نسخة للمساعدة في منع الأشخاص من أخذ المعلومات عن طريق إزالة الصفحات أو الصور من الكتب. 

### التشريعات وتطبيق السياسات
أوصت ALA بصياغة تشريع محتمل يتعلق بالتخريب  كما يجب تدريب العاملين في المكتبات على تطبيق القوانين ضد التخريب، واستدعاء الشرطة في حالة حدوث شكل من أشكال التخريب لكتب المكتبة.  فيما يتعلق خارج نطاق القانون، فيجب على المكتبات أن تفرض على المستفيدين تكلفة استبدال عنصر تالف (أو مفقود) إذا كانت هوية الجاني معروفة  ويمكن أن يساعد تقييد ما يسمح للمستفيدين بجلبه إلى المكتبة في كبح التخريب أو السرقة. 

## تفسيرات للتخريب
يختلف السكان المسؤولون عن التخريب اختلافًا كبيرًا حسب المكتبة ونوع التخريب، فكشفت دراسة أجريت في مكتبات جامعة ممفيس أن مرتكبي تخريب كتب المكتبة كانوا مجموعة متنوعة بما في ذلك عامة الناس والطلاب والباحثين والأكاديميين وموظفي المكتبة أنفسهم.  كما أُبلغ عن تشويه للكتب في المكتبات الجامعية في غانا والتي نفذها (90 ٪) من الطلاب،  وفي بعض الأحيان يكون الأطفال مسؤولين عن التخريب سواء كان التخريب متعمد أم لا. 
غالبًا ما يرتبط نقص تدريب الموظفين ودعمهم للحفاظ على الكتب بارتفاع معدلات تخريب الكتب، فشعر موظفو مكتبة مترو تورونتو أن تجربتهم في فقدان أكثر من 200 كتاب مرجعي في عام 1975 كانت بسبب نقص الموظفين في المكتبة. كما وجدت دراسة ممفيس المذكورة أعلاه أيضًا أن الموظفين يمكن أن يكونوا جزءًا من المشكلة بسبب كونهم «أبرياء أو جهلة أو راضين».  بالإضافة إلى ذلك، وجدت نفس الدراسة أن الطلاب الذين يستخدمون المكتبة شعروا أن أمين المكتبة كان يُنظر إليه على أنه ضعيف وأن الطلاب لم يعرفوا تكلفة المواد التالفة وشعروا بأن عقوبة القبض عليهم ستكون بسيطة. 

### الوصول للمعلومات
تصف بعض المكتبات تخريب الكتب على أنه سلوك صادق للبحث عن المعلومات.
ألقت مكتبة جامعة ستانفورد الطبية لوم تخريب الكتب على حاجة الطالب للمعلومات وقال مدير المكتبة بيتر ستانجل إن معظم الطلاب يريدون الكتب نفسها في الغالب لذلك كانوا يسرقون المعلومات التي يحتاجونها للصفوف.  في دراسة جامعة ممفيس، كان أحد الأسباب الأكثر أهمية لتخريب المكتبة هو عدم إمكانية استعارة الكتب المشوهة من المكتبة،  كما أظهرت دراسة أجريت في جامعة كيب كوست أن الكتب المرجعية التي لا يمكن استعارتها هي أكثر الكتب تخريبًا. 
وقد تدفع الأسباب الاقتصادية مستخدمي المكتبة إلى تشويه الكتب، ففي بعض البلدان الإفريقية وجد باحثو المكتبات أن الكساد الاقتصادي الذي قد يتسبب في افتقار المكتبات إلى نسخ متعددة من المواد الشائعة ونقص النسخ الفوتوغرافي يساهم في التشويه. 
وعلى الجانب الآخر من القضية، فيوجد أولئك الذين يرغبون في تقييد الوصول إلى المعلومات حيث تتعرض الكتب في هذه المواقف للتلف أو التدمير من أجل إسكات فكرة أو وجهة نظر لا يريد فرد أو مجموعة رؤيتها معبرًا عنها.  خلال أوقات الأزمات الاجتماعية، يمكن أن تصبح الكتب ضحية للأميين أو لأولئك الذين لا يقدّرون ما يعبر عنه المحتوى. 

### القضايا الاجتماعية والتعليقات
ترتبط أنواع التخريب الأخرى ارتباطًا وثيقًا بالقضايا والتعليقات الاجتماعية أو السياسية، فيعتقد أمين المكتبة دنيس هينريش من مكتبة ماونت بليزانت الثانوية في ولاية آيوا أن قيام الطلاب بتخريب الكتب يعد شكل من أشكال التعبير عن الذات.كما رُسم على أجزاء من المجلات والكتب في المكتبة بحيث أصبح لا يمكن قراءتها. كانت الممارسة تتزايد وكان الهنريكس يعتقدون أن الطلاب يستخدمون «المكتبة كنقطة محورية لإفراغ احباطهم».
كتب جو موران مقالاً لصحيفة الغارديان عن "دافعه" للكتابة على هوامش كتب المكتبة  وكانت حجته للممارسة تاريخية لأنه يكتب أنه "حتى القرن التاسع عشر كانت الكتب تستخدم غالبًا كورقة مسودة، وقليل من الناس كان لديهم هواجس حول الكتابة على نسخة الأصلية وكان يتتبع موران كتابه (عادة بالقلم الرصاص) كجزء من تقاليد الهوامش.
وكثيرًا ما يعكس التخريب قضايا اجتماعية أكبر حيث وجدت دراسة استقصائية للمكتبات التي اشتركت في مجلة بلاي بوي أن أكثر من ثلثي المكتبات لديها مشاكل تخريب مع تلك المجموعة من المواد وحدها،  كما أن بعض رعاة المكتبات لديهم دافع سياسي أو ديني لتخريب الكتب، ففي عام 2002، حُظر رجل في سان فرانسيسكو من جميع المكتبات العامة في المدينة وأمر بالخضوع للاستشارة ودفع 9,600 دولار إلى المكتبة بسبب تخريبه  تخريبه كما قام الرجل بتدمير مئات الكتب المتعلقة ببعض المواضيع عن طريق تمزيق أغلفة الكتب من الداخل ومن ثم إعادة ترتيب الكتب، وفي حالات أخرى، تدمر مواد المكتبة عندما تمثل جوانب من «مجموعة محتقرة معينة». 

### التدمير الذي ترعاه الدولة
كانت الأنظمة الشيوعية تضم واحدة من أكثر مجموعات الناس تدميرًا والتي دمرت كتب المكتبة التي لا تخدم هيكل السلطة الحالي.  وفي روسيا السوفيتية «طهر» جوزيف ستالين الأفراد، ودمر كل كتاباتهم وأبحاثهم أيضًا.
خلال غزو التبت، أُجبر الشيوعيون الصينيون التبتيون على تدمير كتبهم أو مخطوطاتهم عن طريق حرقها أو تمزيقها أو خلطها بالسماد أو بالسير عليها،  ودمرت حكومات استبدادية أخرى العديد من كتب المكتبة لأن هذه الحكومات ترى «القراءة والبحث على أنها أعمال سياسية» ويمكن أن تقود الأفراد إلى أفكار تتعارض مع الحكومة. 

## آثار إتلاف مواد المكتبة
يتطلب تخريب المواد وقتًا كبيرًا من الموظفين وموارد للتغلب عليه، حيث أفاد موظفو المكتبة في جامعة كيب كوست أن تخريب مواد المكتبة جعل من الصعب عليهم القيام بعملهم بفعالية ومساعدة مستفيدي المكتبة في طلبات المعلومات،  ويمكن أن تشمل تكاليف تخريب الكتب تكاليف استبدال عناصر المجموعة العامة.
في بعض الحالات، دُمرت سنوات من العمل الذي لا يمكن تعويضها ففي عام 1969، دُمرت خمسة آلاف بطاقة كتالوج للمكتبة في جامعة إلينوي  وعُثر على البطاقات في أماكن مختلفة في جميع أنحاء المبنى وفي قاعة الإقامة في الحرم الجامعي واعتبر مدير المكتبة أن التدمير تبلغ قيمته أكثر من 55 ألف دولار وأنه "سيكون من المستحيل تقريبًا إعادة بنائها.
كما يمكن تدمير التراث الثقافي من خلال التخريب حيث تسبب حريق في حصار بكين خلال تمرد بوكسر في عام 1900 في الصين في تدمير موسوعة يونغ لو دا ديان وغيرها من الكتب التي لا يمكن تعويضها.  ولم يقتصر الأمر على تدمير العديد من الكتب الموجودة في مكتبة هانلين بالنيران، حيث جمع الجنود البريطانيين العديد من الكتب التي لم تتلف كتذكار.  نظرًا لأن موسوعة يونغ لو دا ديان كُتبت يدويًا وليس لديها نسخ وبالتالي فُقد الكثير من التراث الثقافي الذي سجلته الموسوعة إلى الأبد. 

## في الثقافة الشعبية
غالبًا ما صُور تخريب الكتاب أو تشويهه في الفيلم كما في شخصية جيك، المخبر الخاص في الحي الصيني (1974) حيث مزق صفحة من كتاب لأنها تحتوي على معلومات يحتاجها، وبالإضافة إلى نادي الإفطار (1985). حيث صور شخصية جون بيندر وهو يدمر كتابًا ويلقي بالصفحات حول المكتبة.

### اقتباسات
1. ↑  "Book Mutilation". Public Libraries. ج. 23: 209. 1918. مؤرشف من الأصل في 2020-08-12. اطلع عليه بتاريخ 2016-04-17.
2. ↑  Silver، Johnathan (3 يوليو 2015). "Miniature Community Library Vandalized". Victoria Advocate (TX). مؤرشف من الأصل في 2020-08-12. اطلع عليه بتاريخ 2016-04-17 – عبر EBSCO.
3. 1 2 3 4 5 6  Byunn & Lau 1992.
4. 1 2  Burns 1973.
5. 1 2  Higgins 2015.
6. ↑  "State University College at Buffalo Launches 'War on Vandalism'". Library Journal. ج. 108 ع. 5: 436–437. مارس 1983. مؤرشف من الأصل في 2017-02-02. اطلع عليه بتاريخ 2016-04-17 – عبر EBSCO.
7. 1 2 3 4 5  Akussah & Bentil 2010.
8. ↑  "Guidelines Regarding Thefts in Libraries". Association of College and Research Libraries. American Library Association. يناير 2009. مؤرشف من الأصل في 2018-02-18. اطلع عليه بتاريخ 2016-04-17.
9. 1 2  "ACRL/RBMS Guidelines Regarding Security and Theft in Special Collections". Association of College and Research Libraries. American Library Association. 2008. مؤرشف من الأصل في 2020-08-12. اطلع عليه بتاريخ 2016-04-17.
10. ↑  Marke، Julius J.؛ Sloane، Richard؛ Ryan، Linda M. (2005). "book mutilation" library&pg=SA34-PA47 Legal Research and Law Library Management (ط. Revised). Law Journal Press. ص. 34A–9. ISBN:9781588520135. مؤرشف من الأصل في 2017-02-02. {{استشهاد بكتاب}}: تحقق من قيمة |مسار أرشيف= (مساعدة)
11. 1 2 3 4  Kahn 2008.
12. 1 2  Willis 1999.
13. ↑  Byunn & Lau 192.
14. 1 2  "Library Security: Mutilation, Rape, Vandals". Library Journal. ج. 100 ع. 16: 1592. 15 سبتمبر 1975. مؤرشف من الأصل في 2017-02-02. اطلع عليه بتاريخ 2016-04-17 – عبر EBSCO.
15. 1 2 3 4  Cheng & Davis 2007.
16. ↑  Schultz، Diane (21 نوفمبر 1974). "Book Vandalism". Mount Pleasant News. مؤرشف من الأصل في 2020-08-12. اطلع عليه بتاريخ 2016-04-17 – عبر Newspaper Archive.
17. ↑  Moran، Joe (22 مارس 2011). "Why I Write in the Margin". The Guardian. مؤرشف من الأصل في 2020-08-12. اطلع عليه بتاريخ 2016-04-18.
18. ↑  Hart، Sandra. "Vandalism in Libraries". capping.slis.ualberta.ca. مؤرشف من الأصل في 2020-01-25. اطلع عليه بتاريخ 2016-04-14.
19. ↑  "The Library Slasher". Advocate ع. 875: 15. 29 أكتوبر 2002. مؤرشف من الأصل في 2020-08-12. اطلع عليه بتاريخ 2016-04-17 – عبر EBSCO.
20. 1 2 3 4 5  Knuth 2003.
21. ↑  Simon، Rita James (سبتمبر 1969). "Vandalism in a University Library - Who's Responsible?". Education ع. 1: 39. مؤرشف من الأصل في 2017-02-02. اطلع عليه بتاريخ 2016-04-17 – عبر EBSCO.
22. ↑  Szmuk، Szilvia E. (فبراير 2000). "Cringing in the Dark: Book Abuse in the Movies". American Libraries. ج. 31 ع. 2: 52. مؤرشف من الأصل في 2017-02-02. اطلع عليه بتاريخ 2016-04-17 – عبر EBSCO.